# إنجينيرنغ نيوز ريكورد
إنجينيرنغ نيوز ريكورد (بالإنجليزية: Engineering News-Record)‏ هي مجلة أسبوعية أمريكية تقدم الأخبار،التحليلات،البيانات والآراء لصناعة البناء والتشييد في جميع أنحاء العالم.صدرت المجلة لأول مرة في 1917.